# Andreas Pereira
Andreas Hugo Hoelgebaum Pereira (* 1. Januar 1996 in Duffel) ist ein brasilianisch-belgischer Fußballspieler, der beim FC Fulham unter Vertrag steht.

## Leben
Pereira ist Sohn brasilianischer Eltern; sein Vater ist der ehemalige Fußballspieler Marcos Pereira (* 1975). Er wuchs in Belgien auf.

## Karriere

### Vereine
Pereira begann seine Karriere in den Jugendmannschaften des belgischen Klubs Lommel United, einem Ex-Klub seines Vaters. 2005 wechselte er im Alter von neun Jahren in die rund 31 Kilometer entfernte Jugendakademie des niederländischen Klubs PSV Eindhoven, wo er auch das Amt des Kapitäns bekleidete. Am 1. Januar 2012 wechselte Pereira an seinem 16. Geburtstag in die Jugendakademie von Manchester United.
Zur Saison 2014/15 rückte Pereira in die erste Mannschaft auf. Er debütierte unter Trainer Louis van Gaal, als er bei der 0:4-Niederlage im League Cup gegen die Milton Keynes Dons zur zweiten Halbzeit für Saidy Janko eingewechselt wurde. Am 15. März 2015 feierte Pereira sein Premier-League-Debüt, als er beim 3:0-Sieg gegen Tottenham Hotspur am 29. Spieltag in der 77. Spielminute für Juan Mata eingewechselt wurde. Am 1. Mai 2015 verlängerte Pereira seinen zum Saisonende auslaufenden Vertrag bis zum 30. Juni 2018.
Im August 2016 wurde er nach Spanien an den FC Granada verliehen. Nach kurzzeitiger Rückkehr nach Manchester wurde erneut verliehen und spielte ab dem 1. September 2017 beim FC Valencia. Anfang Oktober 2020 wechselte Pereira bis zum Ende der Saison 2020/21 auf Leihbasis in die italienische Serie A zu Lazio Rom. Dort kam er auf 26 Erstligaeinsätze, stand jedoch nur 3-mal in der Startelf und erzielte ein Tor. Nach der Rückkehr zu Manchester United folgte im August 2021 eine weitere Leihe bis zum 30. Juni 2022 zum brasilianischen Erstligisten CR Flamengo nach Rio de Janeiro.  Mit dem Klub wurde er Vizemeister in der Série A 2021 und in die Auswahlmannschaft, der Bola de Prata, gewählt.
Zur Saison 2022/23 wechselte Pereira zum Aufsteiger FC Fulham und unterzeichnete dort einen Vertrag bis 2026.

### Nationalmannschaft
Pereira begann seine Nationalmannschaftskarriere in den Juniorenteams Belgiens. 2014/15 spielte er für die U-20-Auswahl Brasiliens. Mit ihr gewann er 2014 den Panda Cup und wurde bei der U-20-Weltmeisterschaft 2015 in Neuseeland Vizeweltmeister.
Von Trainer Tite wurde Pereira am 17. August 2018 für die Freundschaftsspiele gegen die USA und El Salvador in den Kader der brasilianischen A-Nationalmannschaft berufen. Im Spiel gegen El Salvador bestritt Pereira seinen ersten Einsatz für die A-Auswahl. Er wurde in der 70. Minute für Arthur eingewechselt und ist somit der erste außerhalb Brasiliens geborene Nationalspieler seit 100 Jahren. Zuvor war dies nur Sidney Pullen, Casemiro do Amaral und Francisco Police gelungen.
Sein erstes Länderspieltor erzielte Pereira am 8. Juni 2024 im Freundschaftsspiel gegen Mexiko. In der Partie stand er in der Startelf und schoss in der fünften Minute den Führungstreffer (Endstand-3:2).

## Erfolge
- Panda Cup: 2014 (Brasilien U-20)
- FA Community Shield: 2016 (Manchester United)

## Auszeichnungen
- Bola de Prata – Mannschaft der Saison: 2021[18]